# Rossoscha (Winnyzja)
Rossoscha (ukrainisch und russisch Росоша, polnisch Rososze) ist ein Dorf in der ukrainischen Oblast Winnyzja mit etwa 2400 Einwohnern (2001).

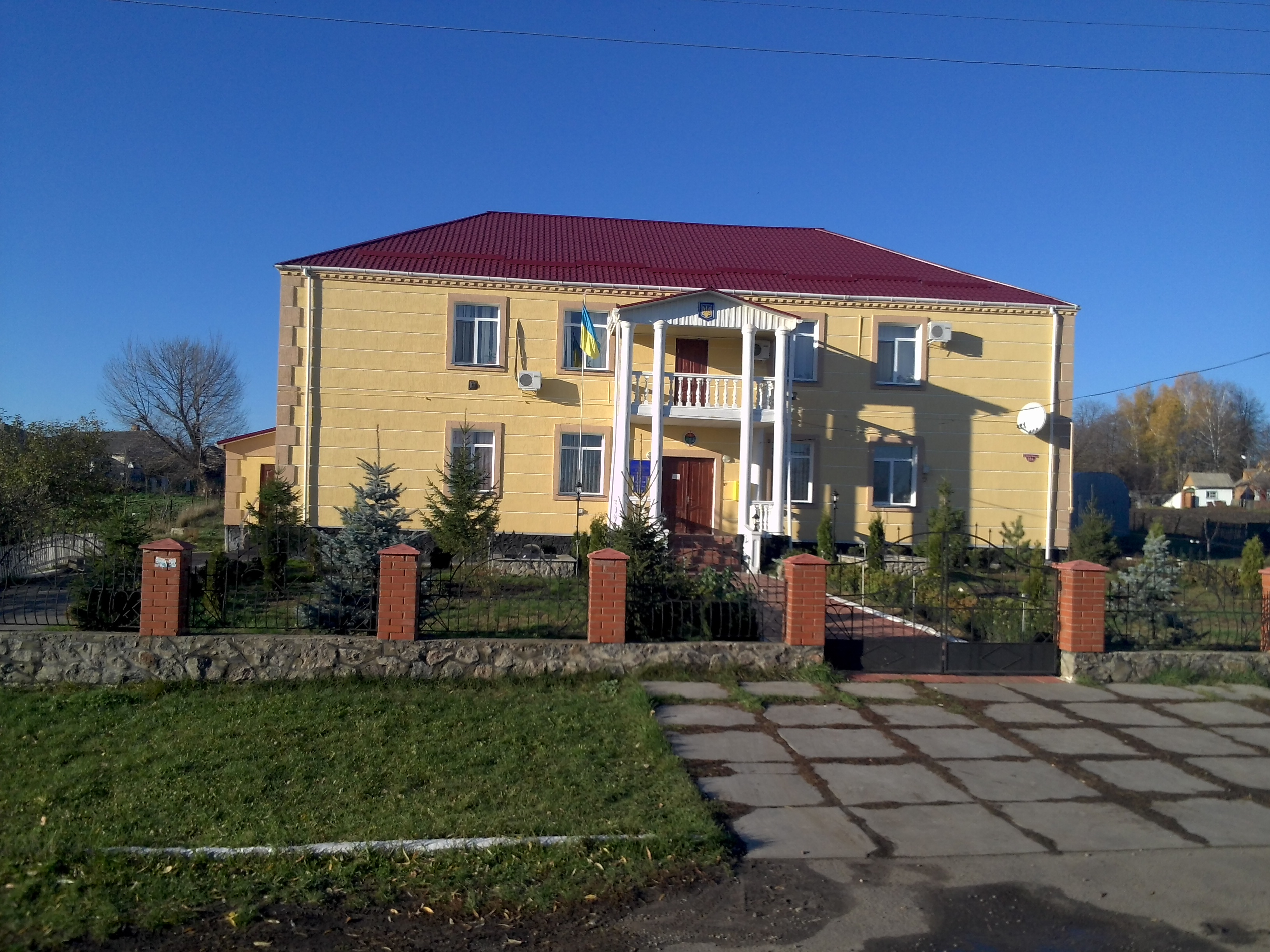
Gebäude der Gemeindeverwaltung

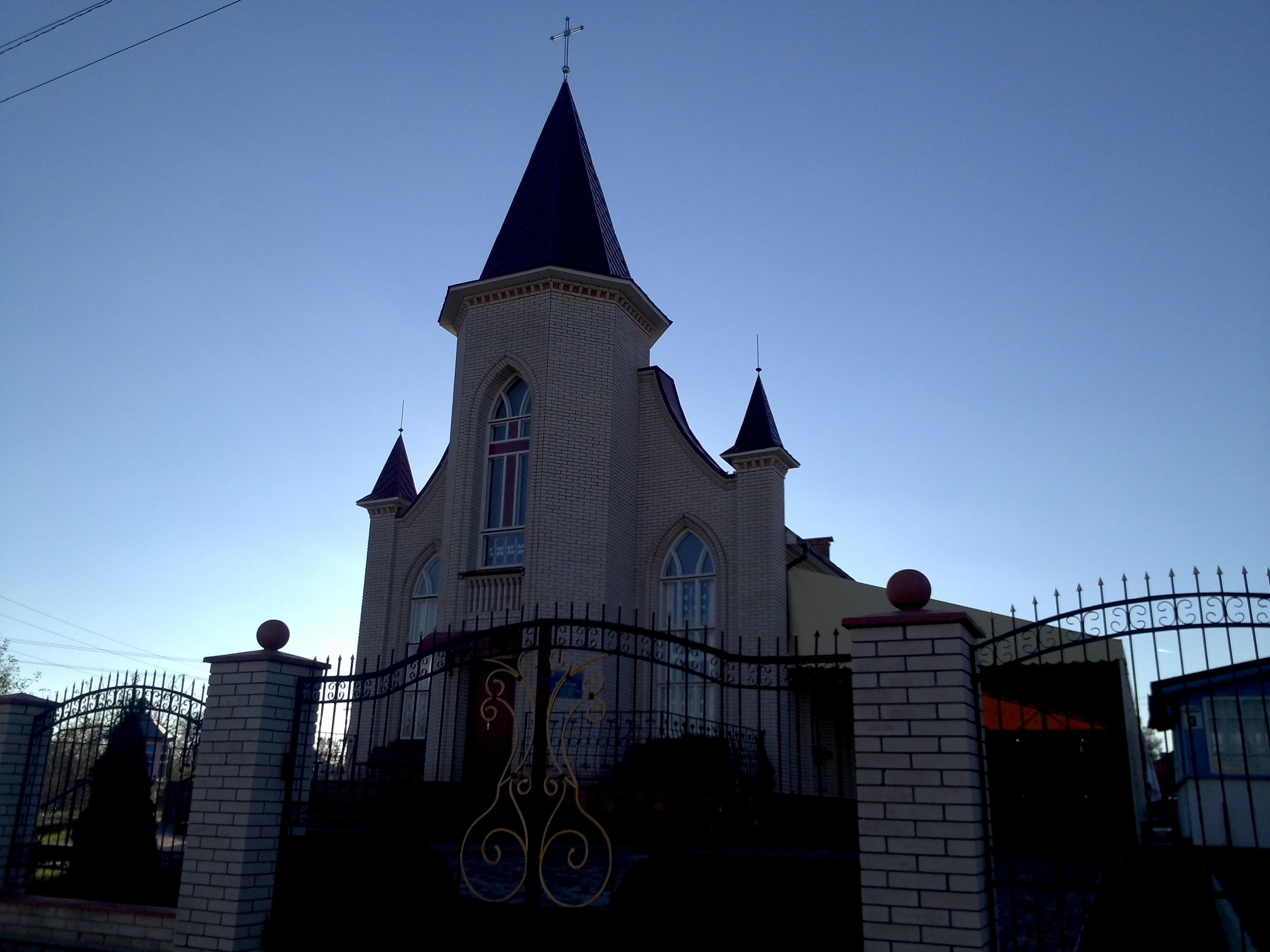
Kirche der Baptisten in Rossoscha

Das im 18. Jahrhundert erstmals schriftlich erwähnte Dorf besaß im Jahr 1900 2073 Einwohner.
Die Ortschaft liegt auf einer Höhe von 266 m an der Mündung des 5 km langen Baches Jaskowa (Яськова) in die 10 km lange Pohanka (Flusssystem Südlicher Bug), 10 km östlich vom ehemaligen Rajonzentrum Lypowez und 55 km östlich vom Oblastzentrum Winnyzja. Östlich vom Dorf befindet sich im 4 Kilometer Entfernung bei der Siedlung Lypowez ein Straßenanschluss zur Regionalstraße P–17 sowie zur Territorialstraße T–06–06 und 5 km westlich vom Dorf befindet sich eine weitere Anschlussstelle zur P–17.
Am 12. Juni 2020 wurde das Dorf ein Teil der neugegründeten Stadtgemeinde Lypowez, bis dahin bildete sie zusammen mit der Ansiedlung Lypowez (Липовець) die gleichnamige Landratsgemeinde Rossoscha (Росошанська сільська рада/Rossoschanska silska rada) im Osten des Rajons Lypowez. Zwischen 25. April 2016 und 2020 bildete es den Hauptort der Landgemeinde Rossoscha (Росошанська сільська громада/Rossoschanska silska hromada), zu der außerdem noch die Dörfer Otschytkiw (Очитків) mit etwa 580 Einwohnern und Ljulynzi (Люлинці) mit etwa 260 Einwohnern gehörten.
Am 17. Juli 2020 kam es im Zuge einer großen Rajonsreform zum Anschluss des Rajonsgebietes an den Rajon Winnyzja.